# Ochroplutodes crocea
Ochroplutodes crocea là một loài bướm đêm trong họ Geometridae.